# 蔵間竜也
蔵間 竜也（くらま たつや、1952年12月16日 - 1995年1月26日）は、滋賀県野洲郡野洲町（現野洲市）出身で時津風部屋に所属した大相撲力士。本名同じ。最高位は西関脇（1978年（昭和53年）5月場所）。身長188cm、体重140kg。得意技は左四つ、寄り、吊り、上手投げ。妻は女優の渡辺やよい。

## 来歴

### 大相撲力士時代
野洲中学校、八幡工業高校時代は、柔道、水泳、ラグビーなどで活躍。高校時代に行っていたラグビーではフルバックの名手として知られ、とりわけ中学時代に行っていた柔道に関しては嗜み程度の稽古で2段という傑出した才能の持ち主であった。講道館の支部長が当時の時津風親方（元横綱・双葉山）と知り合いであった縁で、高校を中退し時津風部屋に入門、1968年（昭和43年）9月場所で初土俵を踏んだ。当人は「双葉山最後の弟子」と称していた。初土俵から程なく、師匠・双葉山が死去、時津風部屋は元横綱・鏡里喜代治が1場所だけ師匠を務めて、元大関・豊山勝男が師匠となり、以降は引退まで豊山を師匠として土俵を務めた。
下位時代から腰痛の持病に悩まされており、それが祟って幕下で4年足踏みし、初土俵から新十両昇進まで40場所を所要した。
新入幕の頃は期待の新鋭と目された。相撲好きであった昭和天皇も目をかけていた一人で、天覧相撲の時、説明役についた春日野理事長（元横綱・栃錦）に「蔵間はどうなの？」と尋ね、春日野は「あれは大関になります」と答えた。しかし、大関昇進が叶わなかったため、後日、春日野は「私は陛下に嘘を申し上げました」と言って謝罪し、当人を理事長室へ呼んで「俺は天皇陛下にウソを申し上げてしまった。しっかりしろ」と叱責したという。
左四つがっぷりに組んでの吊り寄り、右上手投げを得意とし、横綱・北の湖には17戦全敗と一度も勝てなかったが長い相撲で苦しめることが多く、千代の富士（のち、横綱）には新大関に昇進した場所で勝っている。新三役の1978年3月場所では貴ノ花、三重ノ海を破って技能賞を獲得し、5月場所では自身にとって最初で最後の関脇の地位に就いた。しかし、あまりにも左四つがっぷりで攻めの遅い取り口と執念に欠ける性格のため、上位陣との取組で得意の型となって善戦はしても大きく勝ち越すことがなく、当時テレビ朝日系で放送されていたバラエティ番組『みごろ!たべごろ!笑いごろ!』のキャラクターの「デンセンマン（電線マン）」をもじって「善戦マン」と呼ばれた。1978年（昭和53年）1月場所での10勝が最高で、その後はいわゆる「エレベーター力士」に終始した。対横綱戦は2勝44敗と極端に横綱に弱い部分があった。それでも、1981年5月場所は腰痛が快方に向かっていたため調子が良く、この場所初日には若乃花から金星を奪っている。その1番は、左四つ十分で寄り立ててきた若乃花を、土俵際で逆転の小手投げを放ち、絵に描いたように裏返しにして見せた、という内容であった。
全盛期には美男ぶりと巧みなトークを売りに若三杉（後の横綱・2代目若乃花）と女性の人気を二分した。私生活も派手で大関の望みが消えてからは横綱・輪島を意識してリンカーン・コンチネンタルを乗り回し、千葉県市川市には蔵間御殿と呼ばれる豪邸を建て、夫人に女優の渡辺やよいを迎えた。
21年間の現役生活を通して、本名の「蔵間」を四股名とした（ただし、下の名前に関しては龍也→龍矢→龍也→豹牙→竜也と改名している）が、一度故郷の三上山の異名である「近江富士」への改名が持ち上がった。しかし、ちょうど同じ頃その三上山で深刻な害虫災害が発生、縁起が悪いということで立ち消えになった（地元後援会が「滋賀の近江富士は低い山でスケールが小さい」と猛反発してお蔵入りになったという説もある）。なお、甲賀郡信楽町（現・甲賀市）出身の三杉里が新入幕を果たした1988年（昭和63年）5月場所で蔵間も再入幕しており、この場所のみ滋賀県出身幕内力士が複数存在した（蔵間引退後には彦根市出身、かつ時津風部屋の後輩に当たる蒼樹山が入幕し、三杉里と合わせ複数となった場所がある）。
長身で美形な故に人気力士であった。「大器」の呼び声が高かった力士としては物足りなかったが、強力なタニマチを持ち横綱大関を諦めてからは平幕中位に腰を据え(時折小結には顔を出した)、長く活躍を続ける蔵間のような生き方は多くの力士の憧れであった。一晩に100万円を使うほどの遊びぶりであったと伝わる。「最近の新弟子は、蔵間を見習って稽古をしようとせず、女の子の尻ばっかり追いかけまわしている」と、親方たちは渋い顔をしていたという。
1989年（平成元年）の9月場所前の健康診断で、慢性骨髄性白血病と判明（なお、本人が事実を明かして同情されることを嫌ったこともあって、当時公式には脾腫による1か月の加療と発表されていた）。9月場所限りで現役を引退し年寄・錣山を襲名したが、病気のため1990年（平成2年）6月に廃業し、協会から去った。現役時代から、JR総武線・都営新宿線本八幡駅前で「相撲茶屋・蔵間」を経営していた。また、蔵間の引退により双葉山定次が師匠の時代に入門した時津風部屋の力士は全員引退をした。

### タレント時代
日本相撲協会を退職後はタレントに転向し、大相撲関係のコメンテーターとして活躍。『大相撲を101倍楽しむ法』、『大相撲ウソホントの新発見』、『まわしだけが知っている』などの著作がある。
タレント・スポーツコメンテーターなどとして活躍し、ちょうど若乃花、貴乃花の若貴兄弟らが、若年層の相撲ファンを開拓していたこともあって、『ブロードキャスター』などのニュース・情報番組でも相撲担当ゲストとしてわかりやすい語り口で人気を博し、元力士としては異例の活躍ぶりであった。一方、優勝予想が当たらないことで話題となり、力士当人から名指ししないでくれと泣きつかれた、という噂がまことしやかに流れた。番組の中でデーモン小暮がキャスターに「優勝予想は?」と尋ねられた際、「蔵間さんが予想していない力士」と返したエピソードもある。予想を外し「約束どおり」に罰ゲームが行われたこともある。1992年、テレビ東京でかとうれいこと『激突!アメリカン筋肉バトル』の司会を務めた。
1993年放送の『たかじんnoばぁ〜』（よみうりテレビ）にて病気で年寄（親方）を辞めた事情を明かしている。（中野浩一、角盈男も同席、バーテンダーのトミーズ雅が宥めていた。）

### 闘病生活と死後
蔵間が慢性骨髄性白血病に冒されている事実は、彼の家族や親類など、ごく限られた者にしか知らされなかった。実兄とHLAが一致し骨髄移植は可能であったが、成功率は50%の確率である上に失敗すれば即死に至ることもあるため、移植はハイリスクな治療であった。当時の移植成功率を考え、化学療法で奇跡の回復が起こるのを待った。
しかし、1995年（平成7年）1月上旬に急性転化し緊急入院。兄からの骨髄移植手術も考慮された矢先の同年1月26日、慢性骨髄性白血病による急性転化多臓器不全のため、東京女子医大病院にて42歳で死去。死の数日前、カセットテープに残した「誰からも同情されたくはなかった」という主旨の遺言は、多くの人々の涙を誘った。妻が最後に蔵間から聞いたのは「早く(2人の子どもたちの待つ自宅に)帰ってやって」という言葉であった。
妻の弥生が綴った蔵間の生涯は、『永遠の千秋楽 蔵間・愛と涙の2500日』として単行本化されている。その後1996年（平成8年）4月5日には、それを原作としたテレビドラマ『永遠の千秋楽 蔵間・愛と涙の2500日 誰もが驚いた突然の死!妻が子が支えた生命の記録・感動の秘話を完全ドラマ化!今夜は泣いて下さい』がTBS系でMMJの制作により放送され（21:00 - 22:54）、蔵間役を渡辺徹、弥生役を名取裕子がそれぞれ演じた。また弥生は、千葉県市川市で「ちゃんこ蔵間」を経営していたが現在は閉店している。滋賀県栗東市にある「ちゃんこ蔵間」は、蔵間の関係者（兄）が経営する店舗で資本関係はない。

## 主な戦績
- 通算成績：765勝787敗25休 勝率.493
- 現役在位：126場所
- 幕内成績：424勝491敗15休 勝率.463
- 幕内在位：62場所
- 三役在位：7場所（関脇1場所、小結6場所）
- 三賞：3回 
  - 敢闘賞：1回(1978年1月場所)
  - 技能賞：2回(1978年3月場所、1981年5月場所)
- 金星：2個（輪島1個、若乃花1個）

### 場所別成績
| | 一月場所 初場所（東京） | 三月場所 春場所（大阪） | 五月場所 夏場所（東京） | 七月場所 名古屋場所（愛知） | 九月場所 秋場所（東京） | 十一月場所 九州場所（福岡） |
| --- | ----------------------- | ----------------------- | ----------------------- | --------------------------- | ----------------------- | --------------------------- |
| 1968年 （昭和43年） | x                       | x                       | x                       | x                           | （前相撲）              | 西序ノ口7枚目 5–2           |
| 1969年 （昭和44年） | 東序二段38枚目 4–3      | 東序二段16枚目 4–3      | 東三段目97枚目 3–4      | 西序二段4枚目 5–2           | 西三段目57枚目 4–3      | 東三段目45枚目 1–6          |
| 1970年 （昭和45年） | 東三段目77枚目 3–4      | 東三段目86枚目 4–3      | 東三段目65枚目 4–3      | 東三段目43枚目 3–4          | 東三段目53枚目 6–1      | 東三段目19枚目 4–3          |
| 1971年 （昭和46年） | 東三段目8枚目 4–3       | 東幕下58枚目 5–2        | 東幕下37枚目 2–5        | 西幕下57枚目 2–5            | 西三段目22枚目 6–1      | 西幕下44枚目 4–3            |
| 1972年 （昭和47年） | 東幕下39枚目 5–2        | 東幕下23枚目 4–3        | 西幕下20枚目 4–3        | 西幕下17枚目 2–5            | 西幕下29枚目 4–3        | 東幕下26枚目 6–1            |
| 1973年 （昭和48年） | 西幕下11枚目 4–3        | 東幕下7枚目 4–3         | 東幕下4枚目 1–6         | 東幕下23枚目 4–3            | 西幕下16枚目 4–3        | 西幕下14枚目 4–3            |
| 1974年 （昭和49年） | 東幕下11枚目 4–3        | 東幕下9枚目 4–3         | 東幕下5枚目 3–4         | 東幕下11枚目 5–2            | 西幕下3枚目 4–3         | 西幕下2枚目 3–4             |
| 1975年 （昭和50年） | 西幕下6枚目 6–1         | 西幕下筆頭 5–2          | 東十両12枚目 9–6        | 西十両6枚目 6–9             | 西十両10枚目 8–7        | 西十両9枚目 9–6             |
| 1976年 （昭和51年） | 東十両3枚目 7–8         | 東十両4枚目 7–8         | 東十両6枚目 11–4        | 東前頭13枚目 6–9            | 西十両3枚目 4–11        | 西十両8枚目 9–6             |
| 1977年 （昭和52年） | 西十両3枚目 9–6         | 東十両筆頭 10–5         | 西前頭10枚目 8–7        | 東前頭7枚目 8–7             | 西前頭3枚目 5–10        | 西前頭7枚目 9–6             |
| 1978年 （昭和53年） | 西前頭3枚目 10–5 敢     | 東小結 8–7 技           | 西関脇 3–12             | 西前頭7枚目 9–6             | 西前頭筆頭 8–7 ★        | 東前頭筆頭 6–9              |
| 1979年 （昭和54年） | 東前頭5枚目 8–7         | 東前頭2枚目 7–8         | 東前頭3枚目 6–9         | 東前頭5枚目 8–7             | 東前頭筆頭 休場 0–0–15  | 西前頭12枚目 8–7            |
| 1980年 （昭和55年） | 西前頭6枚目 5–10        | 西前頭13枚目 8–7        | 東前頭10枚目 8–7        | 東前頭7枚目 8–7             | 西前頭4枚目 4–11        | 西前頭10枚目 8–7            |
| 1981年 （昭和56年） | 東前頭7枚目 9–6         | 西前頭筆頭 8–7          | 東前頭筆頭 9–6 技★      | 東小結 8–7                  | 東小結 6–9              | 西前頭2枚目 4–11            |
| 1982年 （昭和57年） | 西前頭10枚目 7–8        | 東前頭11枚目 8–7        | 西前頭7枚目 8–7         | 西前頭3枚目 4–11            | 東前頭10枚目 8–7        | 西前頭5枚目 8–7             |
| 1983年 （昭和58年） | 西前頭筆頭 5–10         | 西前頭6枚目 8–7         | 東小結 4–11             | 西前頭4枚目 8–7             | 東小結 5–10             | 西前頭4枚目 6–9             |
| 1984年 （昭和59年） | 東前頭7枚目 8–7         | 西前頭筆頭 4–11         | 東前頭7枚目 9–6         | 西小結 4–11                 | 東前頭6枚目 8–7         | 東前頭2枚目 6–9             |
| 1985年 （昭和60年） | 東前頭6枚目 8–7         | 東前頭2枚目 4–11        | 東前頭10枚目 9–6        | 西前頭4枚目 6–9             | 東前頭8枚目 6–9         | 西前頭13枚目 9–6            |
| 1986年 （昭和61年） | 東前頭6枚目 7–8         | 西前頭8枚目 7–8         | 東前頭12枚目 8–7        | 東前頭8枚目 6–9             | 西前頭12枚目 7–8        | 東十両筆頭 8–7              |
| 1987年 （昭和62年） | 東前頭13枚目 8–7        | 西前頭9枚目 6–9         | 東前頭13枚目 7–8        | 東十両筆頭 6–9              | 西十両5枚目 9–6         | 東十両3枚目 6–9             |
| 1988年 （昭和63年） | 西十両6枚目 8–7         | 東十両4枚目 11–4        | 東前頭13枚目 6–9        | 東十両2枚目 6–9             | 東十両7枚目 8–7         | 西十両4枚目 5–10            |
| 1989年 （平成元年） | 西十両9枚目 9–6         | 西十両4枚目 8–7         | 東十両2枚目 6–9         | 東十両6枚目 8–7             | 西十両4枚目 引退 1–4–0  | x                           |
| 各欄の数字は、「勝ち-負け-休場」を示す。 優勝 引退 休場 十両 幕下 三賞：敢=敢闘賞、殊=殊勲賞、技=技能賞 その他：★=金星 番付階級：幕内 - 十両 - 幕下 - 三段目 - 序二段 - 序ノ口 幕内序列：横綱 - 大関 - 関脇 - 小結 - 前頭（「#数字」は各位内の序列） |                         |                         |                         |                             |                         |                             |

## 幕内対戦成績
| 力士名   | 勝数 | 負数 | 力士名     | 勝数  | 負数 | 力士名      | 勝数 | 負数 | 力士名   | 勝数 | 負数 |
| -------- | ---- | ---- | ---------- | ----- | ---- | ----------- | ---- | ---- | -------- | ---- | ---- |
| 青葉城   | 19   | 12   | 青葉山     | 7     | 3    | 朝潮        | 3    | 17   | 旭國     | 2    | 6    |
| 旭富士   | 3    | 1    | 荒勢       | 9     | 3    | 板井        | 7    | 5    | 岩波     | 2    | 4    |
| 巨砲     | 13   | 12   | 大錦       | 6     | 6    | 大ノ海      | 1    | 0    | 大乃国   | 2    | 4    |
| 大登     | 2    | 0    | 魁輝       | 13    | 11   | 魁傑        | 3    | 2    | 影虎     | 2    | 1    |
| 北尾     | 0    | 1    | 北瀬海     | 1     | 1    | 北の湖      | 0    | 17   | 騏乃嵐   | 1    | 3    |
| 霧島     | 5    | 6    | 起利錦     | 2     | 0    | 麒麟児      | 7    | 17   | 黒瀬川   | 6    | 3    |
| 黒姫山   | 5    | 6    | 高望山     | 5     | 9    | 港龍        | 0    | 1    | 琴ヶ梅   | 1    | 4    |
| 琴風     | 5    | 14   | 琴ヶ嶽     | 0     | 1    | 琴千歳      | 1    | 0    | 琴若     | 2    | 0    |
| 小錦     | 0    | 3    | 斉須       | 2     | 1    | 蔵玉錦      | 7    | 5    | 逆鉾     | 3    | 4    |
| 佐田の海 | 11   | 10   | 薩洲洋     | 1     | 2    | 嗣子鵬      | 6    | 1    | 陣岳     | 3    | 6    |
| 神幸     | 2    | 2    | 大旺       | 1     | 1    | 大峩        | 1    | 0    | 大受     | 0    | 1    |
| 太寿山   | 16   | 11   | 大徹       | 6     | 9    | 大竜川      | 2    | 0    | 隆の里   | 7    | 18   |
| 貴ノ花   | 3    | 7    | 孝乃富士   | 1     | 2    | 隆三杉      | 5    | 3    | 高見山   | 13   | 11   |
| 多賀竜   | 5    | 11   | 玉輝山     | 1     | 2    | 玉ノ富士    | 6    | 5    | 玉龍     | 6    | 6    |
| 竹葉山   | 2    | 0    | 千代の富士 | 2     | 11   | 寺尾        | 0    | 2    | 出羽の花 | 12   | 13   |
| 闘竜     | 14   | 12   | 栃赤城     | 10(1) | 4    | 栃司        | 1    | 4    | 栃剣     | 9    | 8    |
| 栃乃和歌 | 0    | 1    | 栃光       | 15    | 7    | 羽黒岩      | 1    | 0    | 蜂矢     | 2    | 1    |
| 花乃湖   | 2    | 3    | 播竜山     | 4     | 7    | 飛騨乃花    | 8    | 7    | 富士櫻   | 7    | 9    |
| 藤ノ川   | 5    | 0    | 富士乃真   | 0     | 1    | 鳳凰        | 8    | 9    | 北天佑   | 8    | 8    |
| 保志     | 2    | 0    | 前乃臻     | 2     | 0    | 増位山      | 6    | 7    | 舛田山   | 13   | 9    |
| 益荒雄   | 1    | 1    | 三重ノ海   | 2     | 5    | 三杉磯      | 9    | 8    | 三杉里   | 1    | 0    |
| 水戸泉   | 2    | 2    | 両国       | 0     | 1    | 若獅子      | 1    | 5    | 若嶋津   | 2    | 13   |
| 若瀬川   | 1    | 1    | 若ノ海     | 2     | 0    | 若乃花(2代) | 1    | 11   | 若の富士 | 2    | 2    |
| 輪島     | 1    | 8    | 鷲羽山     | 6     | 5    |             |      |      |          |      |      |

## 改名歴
- 蔵間 龍也（くらま たつや）1968年11月場所-1979年1月場所
- 蔵間 龍矢（- たつや）1979年3月場所-1980年1月場所
- 蔵間 龍也（- たつや）1980年3月場所-1982年1月場所
- 蔵間 豹牙（- ひょうが）1982年3月場所-1983年11月場所
- 蔵間 竜也（- たつや）1984年1月場所-1989年9月場所

## 年寄変遷
- 錣山 竜也（しころやま たつや）1989年9月-1989年11月
- 錣山 龍也（- たつや）1989年11月-1990年6月（廃業）

## 著作
- 『大相撲を101倍楽しむ法』（1991年、勁文社）
- 『大相撲ウソホントの新発見』（1992年、青春出版社）
- 『まわしだけが知っている』（1993年、集英社）

## テレビ出演
- 『たけし・逸見の平成教育委員会』(フジテレビ)
- 『ブロードキャスター』(TBS) 1991年9月21日 - 1994年11月19日 相撲関連の解説を担当。
- 『激突!アメリカン筋肉バトル』(テレビ東京)
- 『おしえて!ガリレオ』(読売テレビ)
- 『オールスター感謝祭』(TBS) - 1993年秋から1994年秋まで「大相撲赤坂場所」の行司を担当。
- 『みのもんたの世渡りジョーズ!!』(日本テレビ)
- 『第10回全国高等学校クイズ選手権』(日本テレビ)

## ラジオ出演
- 「蔵間のハイ、今日も待ったなし!」全国AM数局ネット - 放送期間中に自身が他界したため、琴剣に引き継がれた。

## 企画展
2022年には地元の野洲市にある銅鐸博物館で生誕70年を記念した企画展が実施されている。